# Chrysophyllum marginatum
Chrysophyllum marginatum là một loài thực vật có hoa trong họ Hồng xiêm. Loài này được (Hook. & Arn.) Radlk. mô tả khoa học đầu tiên năm 1887.